# Перство Великої Британії
Перство Великої Британії включає всі існуючі перства, створені в Королівстві Велика Британія між Актами Союзу 1707 року та Актами Союзу 1800 року. Він замінив Перство Англії та Перство Шотландії, але сам був замінений Перством Сполученого Королівства в 1801 році (див. також: Перство у Сполученому Королівстві).
Звання перства Великої Британії — герцог, маркіз, граф, віконт і барон. До прийняття Закону про палату лордів 1999 року всі пери Великої Британії могли засідати в палаті лордів.
Деякі перства Великої Британії були створені для перів Шотландії та Ірландії, оскільки вони не мали автоматичного місця в Палаті Лордів до Закону про Перство 1963 року, який давав шотландським перам автоматичне право засідати в Лордах.
У наступній таблиці перів Великої Британії перераховані власники вищих або рівних титулів в інших перствах. Ті пери, які відомі під вищим титулом в одному з інших перів, перераховані курсивом.

## Чини
Звання перства — герцог, маркіз, граф, віконт і барон.

## Титули
До маркізів, графів, віконтів і баронів звертаються як до «Лорда X», де «X» означає або їхню територію, або прізвище, що належить до їхнього титулу. До маркіз, графинь, віконтес і баронес звертаються «леді X». До герцогів і герцогинь звертаються просто як «герцог» або «герцогиня» або, в несоціальному контексті, «ваша світлість».

## Надання перств
Останнє некоролівське герцогство Великої Британії було створено в 1766 році, а останній маркез Великої Британії було створено в 1796 році. Створення решти рангів припинилося, коли було утворено Сполучене Королівство Великої Британії та Ірландії; наступні надання перств були в Перстві Сполученого Королівства.
Останні 8 (6 некоролівських і двоє королівських) осіб, які були створені спадковими перами (з 1798 по 1800 рік), були:
| Гранд                              | Дата створення             | Титул                                       | Відзначається для |
| ---------------------------------- | -------------------------- | ------------------------------------------- | --- |
| Сер Гораціо Нельсон                | 6 жовтня 1798 (вимер)      | Барон Нельсон                               | Військове перство — флот |
| Принц Едуард                       | 23 квітня 1799 (вимер)     | Герцог Кентський і Стратернськийграф Дублін | Четвертий син короля Георга III |
| Принц Ернест Август                | 23 квітня 1799 (припинено) | Герцог Камберленд і Тевіотдейл Граф Арма    | П'ятий син короля Георга III |
| Сер Джон Скотт                     | 18 липня 1799 р            | Барон Елдон                                 | Він був діючим лордом-головним суддею Загальних прохань. |
| Джон ФітцГіббон, 1-й граф Клер     | 31 серпня 1799 (вимер)     | Барон Фіцгіббон                             | Він був діючим лордом-верховним канцлером Ірландії. Крім того, він мав статус імперського перства в Палаті Лордів, оскільки ірландським перам не дозволялося засідати в серед Лордів. |
| Александр Гуд, 1-й барон Брідпорт  | 16 червня 1800 р           | Віконт Брідпорт                             | Військове перство — флот |
| Чарльз Кадоган, 3-й барон Кадоган  | 27 грудня 1800 р           | Ерл Кадоган Віконт Челсі                    | |
| Джеймс Гарріс, 1-й барон Малмсбері | 29 грудня 1800 р           | Граф Мальмсбері Віконт ФіцГарріс            | |

## Списки перів
- 30 герцогів: дивіться Список герцогів у перствах Британії та Ірландії
- 34 маркізи: див. Список маркізів у перствах Великої Британії та Ірландії
- 191 граф і графиня: дивіться список графів у перствах Великої Британії та Ірландії
- 111 віконтів: див. Список віконтів у перствах Британії та Ірландії
- 1187 баронів: див. Список баронів перів Британії та Ірландії
- Жінки: див. Список рангів, створених для жінок, і Список рангів, успадкованих жінками

## Списки існуючих перів

### Існуючі герцогства
- Додатковий титул.
- Імперське перство, створене для перів Шотландії та Ірландії, щоб мати автоматичне місце в Палаті лордів до 1963 року для Шотландії та 1999 року для Ірландії.

| Герб | Титул                                    | Створення         | Грантоотримувач                         | Причина                                             | Монарх           |
| ---- | ---------------------------------------- | ----------------- | --------------------------------------- | --------------------------------------------------- | ---------------- |
|      | Герцог Брендон Барон Даттон              | 10 вересня 1711 р | Джеймс Гамільтон, герцог Гамільтонський | Його нащадки засідали в Палаті лордів до 1963 року. | Королева Анна    |
|      | Герцог Манчестерський                    | 28 квітня 1719 р  | Чарльз Монтегю, граф Манчестерський     |                                                     | Король Георг I   |
|      | Герцог НортумберлендськийЕрл Персі       | 22 жовтня 1766 р  | Г'ю Персі, граф Нортумберленд           | Колишній віце-король Ірландії.                      | Король Георг III |
|      | Герцог Камберленд і Тевіотдейл Граф Арма | 24 квітня 1799 р  | Принц Ернест Август                     | Наразі призупинено                                  | Король Георг III |

### Збережені маркізства
- Додатковий титул.
- Імперське перство, створене для перів Шотландії та Ірландії, щоб мати автоматичне місце в Палаті лордів до 1963 року для Шотландії та 1999 року для Ірландії.

| Герб | Титул                                            | Створення         | Грантоотримувач                                            | Причина                                                    | Монарх           |
| ---- | ------------------------------------------------ | ----------------- | ---------------------------------------------------------- | ---------------------------------------------------------- | ---------------- |
| 2 !  | Маркіз Ленсдаун Ерл Вікомб Віконт Калн і Калстон | 6 грудня 1784 р   | Вільям Петті, граф Шелберн                                 | Колишній прем'єр-міністр.                                  | Король Георг III |
| 1 !  | Маркіз стаффордський                             | 1 березня 1786 р  | Герцог Сазерленд у званні перства Сполученого Королівства. | Герцог Сазерленд у званні перства Сполученого Королівства. | Король Георг III |
| 2 !  | Маркіс Тауншенд                                  | 31 жовтня 1787 р  | Джордж Тауншенд, віконт Тауншенд                           | Військове звання — армія.                                  | Король Георг III |
| 2 !  | Маркіз Солсбері                                  | 18 серпня 1789 р  | Джеймс Сесіл, граф Солсбері                                | Діючий лорд-камергер домогосподарства.                     | Король Георг III |
| 2 !  | Маркіз Батський                                  | 24 серпня 1789 р  | Томас Тінн, віконт Веймут                                  | Діючий наречений стільця.                                  | Король Георг III |
| 1 !  | Маркіз Аберкорн                                  | 15 жовтня 1790 р  | Герцог Аберкорн в ранзі перства Ірландії.                  | Герцог Аберкорн в ранзі перства Ірландії.                  | Король Георг III |
| 2 !  | Маркіз Гертфордський Граф Ярмут                  | 5 липня 1793 р    | Френсіс Сеймур-Конвей, граф Гертфорд                       | Колишній лорд-камергер.                                    | Король Георг III |
| 2 !  | Маркіз Б'ют Граф Віндзорський Віконт Монтаж      | 21 березня 1796 р | Джон Стюарт, граф Б'ют                                     |                                                            | Король Георг III |

### Збережені графства
- Додатковий титул.
- Імперське перство, створене для перів Шотландії та Ірландії, щоб мати автоматичне місце в Палаті лордів до 1963 року для Шотландії та 1999 року для Ірландії.

| Герб | Титул                                                              | Створення         | Грантоотримувач                                                          | Причина                                                                  | Монарх               |
| ---- | ------------------------------------------------------------------ | ----------------- | ------------------------------------------------------------------------ | ------------------------------------------------------------------------ | -------------------- |
| 3 !  | Граф Ферерс Віконт Тамворт                                         | 3 вересня 1711    | Роберт Ширлі, барон Феррерс із Чартлі                                    |                                                                          | Королева Анна Стюарт |
| 3 !  | Граф Дартмутський Віконт Льюїшем                                   | 5 вересня 1711    | Вільям Легге, барон Дартмут                                              | Колишній міністр кабінету міністрів                                      | Королева Анна Стюарт |
| 3 !  | Граф Танкервіль                                                    | 19 жовтня 1714    | Чарльз Беннет, барон Оссулстон                                           |                                                                          | Король Георг I       |
| 3 !  | Граф Ейлсфорд                                                      | 19 жовтня 1714    | Хенедж Фінч, барон Гернсі                                                | Колишній міністр кабінету міністрів                                      | Король Георг I       |
| 2 !  | Граф Брістольський                                                 | 19 жовтня 1714    | Маркіз Брістольський у званні перства Сполученого Королівства.           | Маркіз Брістольський у званні перства Сполученого Королівства.           | Король Георг I       |
| 3 !  | Граф Макклсфілд Віконт Паркер                                      | 15 листопада 1721 | Томас Паркер, Барон Паркер                                               | Чинний Лорд-Канцлер Великої Британії.                                    | Король Георг I       |
| 1 !  | Граф Грем Белфордський Барон Грем                                  | 23 травня 1722    | З 1742 року утримується герцогом Монтроузом у званні перства Шотландії   | З 1742 року утримується герцогом Монтроузом у званні перства Шотландії   | Король Георг I       |
| 3 !  | Граф Волдегрейв Віконт Чьютон                                      | 13 вересня 1729   | Джеймс Волдегрейв, барон Волдегрейв                                      | Діючий посол Священної Римської імперії                                  | Король Георг II      |
| 3 !  | Граф Гаррінгтон Віконт Петершем                                    | 9 лютого 1742     | Вільям Стенхоуп, барон Гаррінгтон                                        | Чинний міністр кабінету міністрів                                        | Король Георг II      |
| 3 !  | Граф Портсмут                                                      | 11 квітня 1743    | Джон Воллоп, віконт Лімінгтон                                            |                                                                          | Король Георг II      |
| 3 !  | Граф Брук                                                          | 7 липня 1746      | Френсіс Гревіль, барон Брук                                              |                                                                          | Король Георг II      |
| 1 !  | Граф Гавер Віконт Трентем                                          | 8 липня 1746      | Герцог Сазерленд у званні перства Сполученого Королівства.               | Герцог Сазерленд у званні перства Сполученого Королівства.               | Король Георг II      |
| 3 !  | Граф Бакінгемширський                                              | 5 вересня 1746    | Джон Гобарт, барон Гобарт                                                |                                                                          | Король Георг II      |
| 1 !  | Граф Нортумберленд Барон Ворворт                                   | 2 жовтня 1749     | Герцог Нортумберлендський у званні перства Великої Британії з 1766 року  | Герцог Нортумберлендський у званні перства Великої Британії з 1766 року  | Король Георг II      |
| 2 !  | Граф Гертфорд Віконт Бошан                                         | 3 серпня 1750     | Маркіз Гертфордський в ранзі перства Великої Британії                    | Маркіз Гертфордський в ранзі перства Великої Британії                    | Король Георг II      |
| 3 !  | Граф Гілфорд                                                       | 8 квітня 1752     | Френсіс Норт, барон Гілфорд                                              |                                                                          | Король Георг II      |
| 3 !  | - Earl of Hardwicke - Viscount Royston Граф Гардвік Віконт Ройстон | 2 квітня 1754     | Філіп Йорк, барон Гардвік                                                | Чинний Лорд-Канцлер Великої Британії.                                    | Король Георг II      |
| 3 !  | Граф Ілчестер                                                      | 17 липня 1756     | Стівен Фокс-Стренгвейс, барон Ілчестер і Ставордейл                      | [ note 2 ]                                                               | Король Георг II      |
| 3 !  | Граф Ворік                                                         | 30 листопада 1759 | З 1759 року займається графом Бруком у званні перства Великої Британії.  | З 1759 року займається графом Бруком у званні перства Великої Британії.  | Король Георг II      |
| 3 !  | Граф Де Ла Варр Віконт Кантелупе                                   | 18 березня 1761   | Джон Вест, Барон Де Ла Варр                                              |                                                                          | Король Георг III     |
| 3 !  | Граф Реднор Барон Плейделл-Бувері                                  | 31 жовтня 1765    | Вільям Бувері, віконт Фолкстон                                           | [ note 2 ]                                                               | Король Георг III     |
| 3 !  | Граф Спенсер Віконт Олторп                                         | 1 листопада 1765  | Джон Спенсер, віконт Спенсер                                             |                                                                          | Король Георг III     |
| 3 !  | Граф Батерст                                                       | 27 серпня 1772    | Аллен Батерст, барон Батерст                                             |                                                                          | Король Георг III     |
| 2 !  | Граф Гіллсборо Віконт Ферфорд                                      | 28 серпня 1772    | Маркіз Даунширський в ранзі перства Ірландії.                            | Маркіз Даунширський в ранзі перства Ірландії.                            | Король Георг III     |
| 2 !  | Граф Ейлсбері                                                      | 10 червня 1776    | Маркіз Ейлсбері в званні перства Сполученого Королівства.                | Маркіз Ейлсбері в званні перства Сполученого Королівства.                | Король Георг III     |
| 3 !  | Граф Кларендон                                                     | 14 червня 1776    | Томас Вільєрс, барон Гайд                                                | Чинний міністр кабінету міністрів.                                       | Король Георг III     |
| 3 !  | Граф Менсфілд                                                      | 31 жовтня 1776    | Вільям Мюррей, барон Менсфілд                                            | Діючий лорд-головний суддя Королівської лави.                            | Король Георг III     |
| 2 !  | Граф Абергавенні Віконт Невілл                                     | 17 травня 1784    | Маркіз Абергавенні в званні перства Сполученого Королівства.             | Маркіз Абергавенні в званні перства Сполученого Королівства.             | Король Георг III     |
| 2 !  | Граф Аксбрідж                                                      | 19 травня 1784    | Маркіз Англсі в званні перства Сполученого Королівства.                  | Маркіз Англсі в званні перства Сполученого Королівства.                  | Король Георг III     |
| 3 !  | Граф Телбот Віконт Інжестре                                        | 3 липня 1784      | Утримується графом Шрусбері в ранзі перства Англії з 1858 року.          | Утримується графом Шрусбері в ранзі перства Англії з 1858 року.          | Король Георг III     |
| 1 !  | Граф Гросвенор Віконт Белгрейв                                     | 5 липня 1784      | Герцог Вестмінстерський у званні перства Сполученого Королівства.        | Герцог Вестмінстерський у званні перства Сполученого Королівства.        | Король Георг III     |
| 2 !  | Граф Камден Віконт Бейхем                                          | 13 травня 1786    | Маркіз Камден у званні перства Сполученого Королівства.                  | Маркіз Камден у званні перства Сполученого Королівства.                  | Король Георг III     |
| 3 !  | Граф Маунт Еджкамб                                                 | 31 серпня 1789    | Джордж Еджкамб, віконт Маунт Еджкамб і Валлеторт                         |                                                                          | Король Георг III     |
| 3 !  | Граф Фортеск'ю Віконт Ебрінгтон                                    | 1 вересня 1789    | Г'ю Фортеск'ю, барон Фортеск'ю                                           |                                                                          | Король Георг III     |
| 1 !  | Граф Беверлі                                                       | 2 листопада 1790  | Герцог Нортумберлендський у званні перства Великої Британії з 1865 року. | Герцог Нортумберлендський у званні перства Великої Британії з 1865 року. | Король Георг III     |
| 3 !  | Граф Менсфілд                                                      | 1 серпня 1792     | З 1843 року займає граф Менсфілд у званні перства Великої Британії.      | З 1843 року займає граф Менсфілд у званні перства Великої Британії.      | Король Георг III     |
| 3 !  | Граф Карнарвон                                                     | 3 липня 1793      | Генрі Герберт, барон Порчестер                                           |                                                                          | Король Георг III     |
| 3 !  | Граф Кадоган Віконт Челсі                                          | 27 грудня 1800    | Чарльз Кадоган, барон Кадоган                                            |                                                                          | Король Георг III     |
| 3 !  | Граф Мальмсбері Віконт ФіцГарріс                                   | 29 грудня 1800    | Джеймс Гарріс, барон Малмсбері                                           |                                                                          | Король Георг III     |

### Існуючі віконтства
- Додатковий титул.
- Імперське перство, створене для перів Шотландії та Ірландії, щоб мати автоматичне місце в Палаті лордів до 1963 року для Шотландії та 1999 року для Ірландії.

| Герб | Титул                                               | Створення         | Грантоотримувач                                                               | Причина                                                                       | Монарх           |
| ---- | --------------------------------------------------- | ----------------- | ----------------------------------------------------------------------------- | ----------------------------------------------------------------------------- | ---------------- |
|      | Віконт Болінгброк Барон Сент-Джон де Лідіард Трегоз | 7 липня 1712 р    | Rt Hon. Генрі Сент-Джон, член парламенту                                      | Чинний міністр кабінету міністрів.                                            | Королева Анна    |
|      | Віконт Сент-Джон Барон Сент-Джон Баттерсійський     | 2 липня 1716 р    | З 1751 року займається віконтом Болінгброком у ранзі перства Великої Британії | З 1751 року займається віконтом Болінгброком у ранзі перства Великої Британії | Король Георг I   |
| 2 !  | Віконт Стенхоуп Барон Стенхоуп з Елвастона          | 2 липня 1717 р    | З 1967 року займає граф Гаррінгтон у званні перства Великої Британії          | З 1967 року займає граф Гаррінгтон у званні перства Великої Британії          | Король Георг I   |
|      | Віконт Кобхем Барон Кобхем                          | 23 травня 1718 р  | Річард Темпл, барон Кобем                                                     | Військове звання — армія.                                                     | Король Георг I   |
|      | Граф Фалмут Барон Боскавен-Роуз                     | 9 червня 1720 р   | Г'ю Боскавен, есквайр, член парламенту                                        | Колишній член парламенту від партії вігів.                                    | Король Георг I   |
| 2 !  | Віконт Лімінгтон Барон Воллоп                       | 11 червня 1720 р  | Граф Портсмут у ранзі перства Великої Британії.                               | Граф Портсмут у ранзі перства Великої Британії.                               | Король Георг I   |
|      | Віконт Торрінгтон Барон Бінг                        | 21 вересня 1721 р | Rt Hon. Сер Джордж Бінг, Bt., член парламенту                                 | Військове перво — флот.                                                       | Король Георг I   |
| 1 !  | Віконт Лейнстер                                     | 21 лютого 1747 р  | Герцог Лейнстерський в ранзі перства Ірландії.                                | Герцог Лейнстерський в ранзі перства Ірландії.                                | Король Георг II  |
| 2 !  | Віконт Фолкстон Барон Лонгфорд                      | 29 червня 1747 р  | Граф Реднор в ранзі перства Великої Британії.                                 | Граф Реднор в ранзі перства Великої Британії.                                 | Король Георг II  |
| 2 !  | Віконт Спенсер Барон Спенсер з Олторпа              | 3 квітня 1761 р   | Граф Спенсер в ранзі перства Великої Британії.                                | Граф Спенсер в ранзі перства Великої Британії.                                | Король Георг III |
| 2 !  | Віконт Маунт Еджкамб і Валлеторт                    | 5 березня 1781 р  | Граф Маунт-Еджкамб у ранзі перства Великої Британії.                          | Граф Маунт-Еджкамб у ранзі перства Великої Британії.                          | Король Георг III |
| 1 !  | Віконт Гамільтон                                    | 8 серпня 1786 р   | Герцог Аберкорн в ранзі перства Ірландії.                                     | Герцог Аберкорн в ранзі перства Ірландії.                                     | Король Георг III |
|      | Віконт Гуд                                          | 1 червня 1796 р   | Семюел Гуд, барон Гуд, член парламенту                                        | Військове перво — флот.                                                       | Король Георг III |
| 2 !  | Віконт Лоутер Барон Лоутер                          | 26 жовтня 1796 р  | Граф Лонсдейл у перстві Сполученого Королівства.                              | Граф Лонсдейл у перстві Сполученого Королівства.                              | Король Георг III |

### Існуючі баронства
- Додатковий титул.
- Імперське перство, створене для перів Шотландії та Ірландії, щоб мати автоматичне місце в Палаті лордів до 1963 року для Шотландії та 1999 року для Ірландії.

| Герб | Титул                          | Створення         | Грантоотримувач                                                                       | Причина                                                                               | Монарх           |
| ---- | ------------------------------ | ----------------- | ------------------------------------------------------------------------------------- | ------------------------------------------------------------------------------------- | ---------------- |
| 3 !  | Барон Бойл з Марстона          | 5 вересня 1711    | Чарльз Бойл, граф Оррері, також був графом Корку з 1753 року.                         | Його нащадки засідали в Палаті лордів до 1999 року.                                   | Королева Анна    |
| 3 !  | Барон Гей                      | 31 грудня 1711    | З 1719 року займає граф Кіннолл у званні перства Шотландії.                           | З 1719 року займає граф Кіннолл у званні перства Шотландії.                           | Королева Анна    |
| 3 !  | Барон Батхерст                 | 1 січня 1712      | Граф Батерст у ранзі перства Великої Британії.                                        | Граф Батерст у ранзі перства Великої Британії.                                        | Королева Анна    |
| 5 !  | Барон Міддлтон                 | 1 січня 1712      | Сер Томас Віллоубі, Bt., член парламенту                                              | Колишній член парламенту від Ноттінгемшира та Ньюарка.                                | Королева Анна    |
| 3 !  | Барон Паркер                   | 10 березня 1716   | Граф Маклсфілд у ранзі перства Великої Британії.                                      | Граф Маклсфілд у ранзі перства Великої Британії.                                      | Король Георг I   |
| 3 !  | Барон Онслов                   | 19 червня 1716    | Граф Онслов в ранзі перства Сполученого Королівства                                   | Граф Онслов в ранзі перства Сполученого Королівства                                   | Король Георг I   |
| 3 !  | Барон Ромні                    | 22 червня 1716    | Граф Ромні в ранзі перства Сполученого Королівства.                                   | Граф Ромні в ранзі перства Сполученого Королівства.                                   | Король Георг I   |
| 2 !  | Барон Ньюбург                  | 10 липня 1716     | Маркіз Чолмонделей в ранзі перства Сполученого Королівства.                           | Маркіз Чолмонделей в ранзі перства Сполученого Королівства.                           | Король Георг I   |
| 3 !  | Барон Кадоган                  | 8 травня 1718     | Граф Кадоган в ранзі перства Великої Британії.                                        | Граф Кадоган в ранзі перства Великої Британії.                                        | Король Георг I   |
| 1 !  | Барон Персі                    | 21 січня 1722     | Герцог Нортумберлендський у званні перства Великої Британії з 1957 року.              | Герцог Нортумберлендський у званні перства Великої Британії з 1957 року.              | Король Георг I   |
| 5 !  | Барон Волпол                   | 1 червня 1723     | Роберт Волпол, есквайр                                                                | [ note 2 ]                                                                            | Король Георг I   |
| 3 !  | Барон Гобарт                   | 28 травня 1728    | Граф Бакінгемширський в ранзі перства Великої Британії.                               | Граф Бакінгемширський в ранзі перства Великої Британії.                               | Король Георг II  |
| 5 !  | Барон Монсон                   | 28 травня 1728    | Сер Джон Монсон, депутат парламенту                                                   | Колишній член парламенту від графств Лінкольншир, Касл Райзінг і Кріклейд             | Король Георг II  |
| 3 !  | Барон Гарінгтон                | 6 січня 1730      | Граф Гаррінгтон в ранзі перства Великої Британії.                                     | Граф Гаррінгтон в ранзі перства Великої Британії.                                     | Король Георг II  |
| 3 !  | Барон Гардвік                  | 23 листопада 1733 | Граф Гардвік в ранзі перства Великої Британії.                                        | Граф Гардвік в ранзі перства Великої Британії.                                        | Король Георг II  |
| 3 !  | Барон Тальбот з Генсола        | 5 грудня 1733     | Граф Шрусбері в ранзі перства Англії.                                                 | Граф Шрусбері в ранзі перства Англії.                                                 | Король Георг II  |
| 3 !  | Барон Ілчестер                 | 11 травня 1741    | Граф Ілчестер в ранзі перства Великої Британії.                                       | Граф Ілчестер в ранзі перства Великої Британії.                                       | Король Георг II  |
| 3 !  | Барон Стренгуейс               | 11 травня 1741    | Граф Ілчестер в ранзі перства Великої Британії.                                       | Граф Ілчестер в ранзі перства Великої Британії.                                       | Король Георг II  |
| 3 !  | Барон Еджкамбе                 | 20 квітня 1742    | Граф Маунт-Еджкамб у ранзі перства Великої Британії.                                  | Граф Маунт-Еджкамб у ранзі перства Великої Британії.                                  | Король Георг II  |
| 2 !  | Барон Брюс                     | 17 квітня 1746    | Маркіз Ейлсбері в званні перства Сполученого Королівства.                             | Маркіз Ейлсбері в званні перства Сполученого Королівства.                             | Король Георг II  |
| 3 !  | Барон Фортеск'ю                | 5 липня 1746      | Граф Фортеск'ю в ранзі перства Великої Британії.                                      | Граф Фортеск'ю в ранзі перства Великої Британії.                                      | Король Георг II  |
| 3 !  | Барон Ілчестер і Ставордейл    | 12 січня 1747     | Граф Ілчестер в ранзі перства Великої Британії.                                       | Граф Ілчестер в ранзі перства Великої Британії.                                       | Король Георг II  |
| 3 !  | Барон Понсонбі із Сисонбі      | 12 червня 1749    | Рабазон Понсонбі, граф Бессборо, член парламенту                                      | Його нащадки засідали в Палаті лордів до 1999 року.                                   | Король Георг II  |
| 1 !  | Барон Вер з Ганворта           | 28 березня 1750   | Герцог Сент-Олбанський у званні перства Англії з 1787 року.                           | Герцог Сент-Олбанський у званні перства Англії з 1787 року.                           | Король Георг II  |
| 3 !  | Барон Гайд                     | 3 липня 1756      | Граф Кларендон в ранзі перства Великої Британії                                       | Граф Кларендон в ранзі перства Великої Британії                                       | Король Георг II  |
| 5 !  | Барон Волпол                   | 4 червня 1756     | З 1931 року утримується бароном Волполом у ранзі перства Великої Британії.            | З 1931 року утримується бароном Волполом у ранзі перства Великої Британії.            | Король Георг II  |
| 2 !  | Барон Гарвіч                   | 17 листопада 1756 | Маркіз Даунширський в ранзі перства Ірландії.                                         | Маркіз Даунширський в ранзі перства Ірландії.                                         | Король Георг II  |
| 2 !  | Барон Вікомб                   | 17 травня 1760    | Маркіз Ленсдаун в ранзі перства Великої Британії.                                     | Маркіз Ленсдаун в ранзі перства Великої Британії.                                     | Король Георг II  |
| 2 !  | Барон Маунт Стюарт Вортлі      | 3 квітня 1761     | Маркіз Б'ют в ранзі перства Великої Британії.                                         | Маркіз Б'ют в ранзі перства Великої Британії.                                         | Король Георг III |
| 1 !  | Барон Ґросвенор                | 8 квітня 1761     | Герцог Вестмінстерський у званні перства Сполученого Королівства.                     | Герцог Вестмінстерський у званні перства Сполученого Королівства.                     | Король Георг III |
| 2 !  | Барон Скарсдейл                | 9 квітня 1761     | Утримується віконтом Скарсдейлом у ранзі перства Сполученого Королівства з 1911 року. | Утримується віконтом Скарсдейлом у ранзі перства Сполученого Королівства з 1911 року. | Король Георг III |
| 5 !  | Барон Бостон                   | 10 квітня 1761    | Сер Вільям Ірбі, Bt.                                                                  | Колишній член парламенту від Лонсестона і Бодміна.                                    | Король Георг III |
| 3 !  | Барон Пелхем Стенмерський      | 4 травня 1762     | Граф Чічестер у перстві Сполученого Королівства.                                      | Граф Чічестер у перстві Сполученого Королівства.                                      | Король Георг III |
| 5 !  | Барон Вернон                   | 12 травня 1762    | Джордж Венейблс-Вернон, есквайр, член парламенту                                      | Колишній член парламенту від Лічфілда та Дербі.                                       | Король Георг III |
| 3 !  | Барон Дюсі                     | 27 квітня 1763    | Граф Дюсі в ранзі перства Сполученого Королівства.                                    | Граф Дюсі в ранзі перства Сполученого Королівства.                                    | Король Георг III |
| 2 !  | Барон Камден                   | 17 липня 1765     | Маркіз Камден у званні перства Сполученого Королівства.                               | Маркіз Камден у званні перства Сполученого Королівства.                               | Король Георг III |
| 5 !  | Барон Дігбі                    | 19 серпня 1765    | Генрі Дігбі, барон Дігбі, член парламенту                                             | Його нащадки засідали в Палаті лордів до 1999 року.                                   | Король Георг III |
| 1 !  | Барон Сандридж                 | 22 грудня 1766    | Утримується герцогом Аргайлським у перстві Шотландії з 1770 року.                     | Утримується герцогом Аргайлським у перстві Шотландії з 1770 року.                     | Король Георг III |
| 3 !  | Барон Епслі                    | 24 січня 1771     | З 1775 року займає граф Батерст у званні перства Великої Британії                     | З 1775 року займає граф Батерст у званні перства Великої Британії                     | Король Георг III |
| 5 !  | Барон Браунлов                 | 20 травня 1776    | Сер Браунлоу Каст, Bt., MP                                                            | Колишній член парламенту від графств Лінкольншир і Стемфорд.                          | Король Георг III |
| 2 !  | Барон Кардіфф                  | 20 травня 1776    | Маркіз Б'ют в ранзі перства Великої Британії.                                         | Маркіз Б'ют в ранзі перства Великої Британії.                                         | Король Георг III |
| 3 !  | Барон Кренлі                   | 20 травня 1776    | Граф Онслов в ранзі перства Сполученого Королівства.                                  | Граф Онслов в ранзі перства Сполученого Королівства.                                  | Король Георг III |
| 6 !  | Барон Фолі                     | 20 травня 1776    | Томас Фолі, есквайр, член парламенту                                                  | Колишній член парламенту від Стаффорда.                                               | Король Георг III |
| 1 !  | Барон Гамільтон Хамельдонський | 20 травня 1776    | З 1806 року утримується герцогом Аргайлом у ранзі перства Шотландії.                  | З 1806 року утримується герцогом Аргайлом у ранзі перства Шотландії.                  | Король Георг III |
| 3 !  | Барон Гарроубі                 | 20 травня 1776    | Граф Гарроубі в званні перства Сполученого Королівства.                               | Граф Гарроубі в званні перства Сполученого Королівства.                               | Король Георг III |
| 6 !  | Барон Гоук                     | 20 травня 1776    | The Rt. Шановний Сер Едвард Хоук, член парламенту                                     | Військове перво — флот.                                                               | Король Георг III |
| 5 !  | Барон Саутгемптон              | 17 вересня 1780   | Чарльз Фіцрой, есквайр                                                                | Військове звання–Армія.                                                               | Король Георг III |
| 5 !  | Барон Багот                    | 12 жовтня 1780    | Сер Вільям Багот, Bt.                                                                 | Колишній член парламенту графства Стаффордшир.                                        | Король Георг III |
| 5 !  | Барон Дайневор                 | 17 жовтня 1780    | Вільям Телбот, Ерл Телбот                                                             | Діючий лорд-розпорядник дому.                                                         | Король Георг III |
| 3 !  | Барон Порчестер                | 17 жовтня 1780    | Граф Карнарвон в ранзі перства Великої Британії.                                      | Граф Карнарвон в ранзі перства Великої Британії.                                      | Король Георг III |
| 6 !  | Барон Волсінгем                | 17 жовтня 1780    | Шановний Сер Вільям де Грей                                                           | Колишній лорд-головний суддя загальних прохань.                                       | Король Георг III |
| 5 !  | Барон Ґрантлі                  | 9 квітня 1782     | Шановний Сер Флетчер Нортон, член парламенту                                          | Колишній спікер палати громад.                                                        | Король Георг III |
| 6 !  | Барон Родні                    | 19 червня 1782    | Сер Джордж Бріджес Родні, Bt., член парламенту                                        | Військове перво — флот.                                                               | Король Георг III |
| 1 !  | Барон Ловайн                   | 28 січня 1784     | Герцог Нортумберлендський в ранзі перства Великої Британії.                           | Герцог Нортумберлендський в ранзі перства Великої Британії.                           | Король Георг III |
|      | Барон Сомерс                   | 17 травня 1784    | Сер Чарльз Кокс, Bt.                                                                  | Колишній член парламенту від Рейгейта.                                                | Король Георг III |
| 3 !  | Барон Борінгдон                | 18 травня 1784    | Граф Морлі в званні перства Сполученого Королівства.                                  | Граф Морлі в званні перства Сполученого Королівства.                                  | Король Георг III |
| 3 !  | Барон Еліот                    | 13 червня 1784    | Граф Сент-Джерманс у ранзі перства Сполученого Королівства.                           | Граф Сент-Джерманс у ранзі перства Сполученого Королівства.                           | Король Георг III |
| 3 !  | Барон Карлтон                  | 21 серпня 1786    | Річард Бойл, граф Шеннон, член парламенту                                             | Його нащадки засідали в Палаті лордів до 1999 року.                                   | Король Георг III |
| 5 !  | Барон Саффілд                  | 21 серпня 1786    | Сер Гарборд Гарборд, Британія, MP                                                     | Колишній член парламенту від партії вігів.                                            | Король Георг III |
| 2 !  | Барон Тирон                    | 21 серпня 1786    | Маркіз Вотерфордський в ранзі перства Ірландії.                                       | Маркіз Вотерфордський в ранзі перства Ірландії.                                       | Король Георг III |
| 5 !  | Барон Кеньон                   | 9 червня 1788     | Шановний Сер Ллойд Кеніон, Bt., член парламенту                                       | Діючий лорд-головний суддя Королівської лави.                                         | Король Георг III |
| 3 !  | Барон Гав                      | 19 серпня 1788    | Граф Гов в званні перства Сполученого Королівства.                                    | Граф Гов в званні перства Сполученого Королівства.                                    | Король Георг III |
| 6 !  | Барон Брейбрук                 | 5 вересня 1788    | Джон Гріффін, барон Говард де Волден                                                  | Військове звання–Армія.                                                               | Король Георг III |
| 3 !  | Барон Малмсбері                | 19 вересня 1788   | Граф Мальмсбері в ранзі перства Великої Британії.                                     | Граф Мальмсбері в ранзі перства Великої Британії.                                     | Король Георг III |
| 2 !  | Барон Фішервік                 | 3 липня 1790      | Маркіз Донеґол у ранзі перства Ірландії.                                              | Маркіз Донеґол у ранзі перства Ірландії.                                              | Король Георг III |
| 3 !  | Барон Верулам                  | 6 липня 1790      | Граф Верулам у перстві Сполученого Королівства.                                       | Граф Верулам у перстві Сполученого Королівства.                                       | Король Георг III |
| 4 !  | Барон Ґейдж                    | 1 листопада 1790  | Вільям Гейдж, віконт Гейдж, член парламенту                                           | Його нащадки засідали в Палаті лордів до 1999 року.                                   | Король Георг III |
| 6 !  | Барон Терлов                   | 11 червня 1792    | Едвард Терлоу, барон Терлов                                                           | Чинний Лорд-Канцлер Великої Британії.                                                 | Король Георг III |
| 6 !  | Барон Окленд                   | 22 May 1793       | Вільям Іден, барон Окленд, член парламенту                                            | Його нащадки засідали в Палаті лордів до 1999 року.                                   | Король Георг III |
| 3 !  | Барон Бредфорд                 | 13 серпня 1794    | Граф Бредфорд у званні перства Сполученого Королівства.                               | Граф Бредфорд у званні перства Сполученого Королівства.                               | Король Георг III |
| 3 !  | Барон Клайв                    | 13 серпня 1794    | Граф Повіс у перстві Сполученого Королівства.                                         | Граф Повіс у перстві Сполученого Королівства.                                         | Король Георг III |
| 3 !  | Барон Керзон                   | 13 серпень 1794   | Граф Гов в званні перства Сполученого Королівства.                                    | Граф Гов в званні перства Сполученого Королівства.                                    | Король Георг III |
| 2 !  | Барон Дундас                   | 13 серпень 1794   | Маркіз Зетландський в ранзі перства Сполученого Королівства.                          | Маркіз Зетландський в ранзі перства Сполученого Королівства.                          | Король Георг III |
| 4 !  | Барон Літтелтон                | 13 серпня 1794    | З 1889 року займає віконт Кобхем у ранзі перства Великої Британії.                    | З 1889 року займає віконт Кобхем у ранзі перства Великої Британії.                    | Король Георг III |
| 3 !  | Барон Мендіп                   | 13 серпня 1794    | З 1974 року утримується графом Нормантоном у ранзі перства Ірландії.                  | З 1974 року утримується графом Нормантоном у ранзі перства Ірландії.                  | Король Георг III |
| 2 !  | Барон Малгрейв                 | 13 серпня 1794    | Маркіз Норманбі в званні перства Сполученого Королівства.                             | Маркіз Норманбі в званні перства Сполученого Королівства.                             | Король Георг III |
| 3 !  | Барон Ярборо                   | 13 серпня 1794    | Граф Ярборо в ранзі перства Сполученого Королівства.                                  | Граф Ярборо в ранзі перства Сполученого Королівства.                                  | Король Георг III |
| 4 !  | Барон Гуд                      | 27 травня 1795    | Віконт Гуд у перстві Великої Британії.                                                | Віконт Гуд у перстві Великої Британії.                                                | Король Георг III |
| 3 !  | Барон Лафборо                  | 31 жовтня 1795    | Граф Росслін у перстві Сполученого Королівства.                                       | Граф Росслін у перстві Сполученого Королівства.                                       | Король Георг III |
| 3 !  | Барон Рус                      | 28 травня 1796    | Граф Стредброк у званні перства Сполученого Королівства.                              | Граф Стредброк у званні перства Сполученого Королівства.                              | Король Георг III |
| 4 !  | Барон Бродрік                  | 1 червня 1796     | Джордж Бродрік, віконт Мідлтон, член парламенту                                       | Його нащадки засідали в Палаті лордів до 1999 року.                                   | Король Георг III |
| 3 !  | Барон Стюарт                   | 4 червня 1796     | Френсіс Стюарт, граф Морей                                                            | Його нащадки засідали в Палаті лордів до 1963 року.                                   | Король Георг III |
| 3 !  | Барон Стюарт Гарліс            | 6 червня 1796     | Джон Стюарт, граф Гелловей, член парламенту                                           | Його нащадки засідали в Палаті лордів до 1963 року.                                   | Король Георг III |
| 3 !  | Барон Солтерсфорд              | 7 червня 1796     | Джеймс Стопфорд, граф Кортаун                                                         | Його нащадки засідали в Палаті лордів до 1999 року.                                   | Король Георг III |
| 3 !  | Барон Гервуд                   | 18 червня 1796    | Граф Гервуд у званні перства Сполученого Королівства.                                 | Граф Гервуд у званні перства Сполученого Королівства.                                 | Король Георг III |
| 3 !  | Барон Кавдор                   | 21 червня 1796    | Граф Ковдор у званні перства Сполученого Королівства.                                 | Граф Ковдор у званні перства Сполученого Королівства.                                 | Король Георг III |
| 6 !  | Барон Болтон                   | 20 жовтня 1797    | Томас Орд-Поулетт                                                                     | Колишній міністр кабінету міністрів.                                                  | Король Георг III |
| 5 !  | Барон Каррінгтон               | 20 жовтня 1797    | Роберт Сміт, барон Керрінгтон, член парламенту                                        | Його нащадки засідали в Палаті лордів до 1999 року.                                   | Король Георг III |
| 3 !  | Барон Мінто                    | 20 жовтня 1797    | Граф Мінто в званні перства Сполученого Королівства.                                  | Граф Мінто в званні перства Сполученого Королівства.                                  | Король Георг III |
| 5 !  | Барон Лілфорд                  | 26 жовтня 1797    | Томас Повіс, есквайр                                                                  | Колишній член парламенту графства Нортгемптоншир.                                     | Король Георг III |
| 3 !  | Барон Вудхаус                  | 26 жовтня 1797    | Граф Кімберлі в званні перства Сполученого Королівства.                               | Граф Кімберлі в званні перства Сполученого Королівства.                               | Король Георг III |
| 3 !  | Барон Елдон                    | 18 липня 1799     | Граф Елдон у званні перства Сполученого Королівства.                                  | Граф Елдон у званні перства Сполученого Королівства.                                  | Король Георг III |

## Зникнення перів після прийняттяЗакону про палату лордів у 1999 році

### Вимерлі баронства
| Герб | Титул                 | Створення        | Вимерлий         | Грантоотримувач                              | Причина                                             | Монарх           |
| ---- | --------------------- | ---------------- | ---------------- | -------------------------------------------- | --------------------------------------------------- | ---------------- |
|      | Барон Кінг            | 29 травня 1725 р | 31 січня 2018 р  | Сер Пітер Кінг                               | Чинний Лорд-Канцлер Великої Британії.               | Король Георг I   |
|      | Барон Ловел і Голланд | 7 травня 1762 р  | 6 листопада 2011 | Джон Персеваль, граф Егмонт, член парламенту | Його нащадки засідали в Палаті лордів до 1999 року. | Король Георг III |

## Нинішні титули без спадкоємців

### Нинішні пери Великої Британії
| Назва      | Монарх           |
| Барони     | Барони           |
| ---------- | ---------------- |
| Барон Гоук | Король Георг III |

### Нинішні шотландські та ірландські пери з британськими титулами
Наразі немає